# 齊美爾瓦爾德會議
齊美爾瓦爾德會議，是第二國際1915年9月5日—8日於瑞士齊美爾瓦爾德村舉辦的會議。這是一場全世界社會主義者的會議，一般將這次會議視為左翼社會主義（共產主義）與右翼社會主義（社會民主主義）不和的開端。
這場會議有38名來自俄羅斯、波蘭、義大利、瑞士、保加利亞、羅馬尼亞、德國、法國、荷蘭、瑞典與挪威的代表參加。（實際上沒有挪威人參加會議，挪威的社會主義者代表是瑞典人圖雷·尼曼。）在會議前夕，列寧組織了名為齊美爾瓦爾德左派的社會主義國際主義者團體，與會議中佔大多數傾向中派的成員（所謂的「齊美爾瓦爾德中派」，以罗伯特·格林為領袖）相互對立。

## 會議議題
會議的主要議題為無產階級在第一次世界大戰中爭取和平的運動。在討論之中，左派社會主義者提出他們的內部決議與宣言，宣示這場世界戰爭的帝國主義性質，對社會沙文主義定罪，並向參戰國家內部的工人團體呼籲發動內戰奪權的訴求。會議中的多數代表否決了這兩份文件，提議把宣言限制在和平主義的範圍之內。而作為左派的代表，列寧要求會議決定一套具體的政治口號。列寧表示，群眾為革命而奮鬥的革命時代馬上就要到來，所以有必要在會議中提到如何展開這場奮鬥。
會議通過了一套折衷的宣言，雖然不盡然與齊美爾瓦爾德左派的意識形態綱領相符，但整體而言符合動員全世界無產階級對抗帝國主義與世界大戰的訴求，認可列寧對世界大戰的帝國主義性質的理論，並暗示「保衛祖國」口號的不實與第二國際領導人的不忠。列寧加註，「這份宣言實際上向與機會主義與社會沙文主義的決裂更進一步。」與會者並通過決議同情戰爭的受害者，包括當時被流放到西伯利亞，布爾什維克於國家杜馬的成員，卡爾·李卜克內西、羅莎·盧森堡、克拉拉·蔡特金等人，「以及所有因為反戰而被迫害甚至逮捕的同志們。」
該會議不顧原本的第二國際，依據他們的宣言自行組織了国际社会主义委员会——實質上是一個新的社會主義國際（第二國際），直接抨擊舊第二國際既有的決策。
齊美爾瓦爾德會議的出席者代表了第二國際之內兩個始終獨立的立場：在會議中佔上風的中道派與中道傾向者，以及革命派的國際主義者。事後對會議中多數立場展開批評，並強調齊美爾瓦爾德必須在協會中獨立運作，並聲稱這場會議最重點與最大的成功，是在於將左派團結起來。